# Oessoeri
De Oessoeri (Chinees: 乌苏里江; Russisch: река Уссури) is een rivier in het oosten van Noordoost-China en het zuiden van het Russische Verre Oosten. De bron ligt in het Sichote-Alin-gebergte en de rivier stroomt noordwaarts waar ze de Chinees-Russische grens vormt tot ze uitmondt in de Amoer in Chabarovsk.
Ze is ongeveer 897 km lang en heeft een stroombekken van 193.000 km². Het water is voor 60% afkomstig van regen, voor 30-35% van sneeuw en ook nog van ondergrondse bronnen. De Oessoeri is bekend voor de grote overstromingen. Ze bevriest in november en blijft onder het ijs tot april.
In de rivier gedijen verschillende vissoorten, zoals vlagzalm, steur, roze zalm en chumzalm. Aan de rivier ligt de naar de rivier vernoemde stad Oessoeriejsk.
In 1969 vond rond het eiland Damanski in de Oessoeri het grensconflict tussen China en de Sovjet-Unie plaats.
- Bibliothèque nationale de France: cb119590331 (data)
- Gemeinsame Normdatei: 4488453-9
- Library of Congress Control Number: sh86006359
- Bibliotheek van het Japanse parlement: 00628263
- Nationale Bibliotheek van Tsjechië: ge823749
- Nationale Bibliotheek van Israël: 987007565950605171
- Système universitaire de documentation: 02758075X
- Virtual International Authority File: 256970562